# 二宮町コミュニティバス
二宮町コミュニティバス（にのみやまちコミュニティバス）は、神奈川県中郡二宮町のコミュニティバス。愛称は「にの♡バス」。神奈川中央交通が受託して運行している。

## 運行内容
- 運賃 - 大人200円、中学生以下・障害者及びその介護人は100円（均一制）
専用回数券あり、ICカード等の利用は不可。
ニーノ手形、ミーヤ手形あり。
- 運転日 - 土曜日、日曜日、祝日、年末年始は運休。

## 現行路線
- (1) ： 団地中央→釜野隧道→山西小学校前→山西プール前→二宮駅北口
- ： 朝便1日1本のみ運行。
- (2) ： 二宮駅北口 - 山西プール前 - 南5号前 - 団地中央 - 松根 - 富士見が丘児童館前 - 二宮駅北口
- ：⼭⻄⼩学校前・富⼠⾒が丘児童館前経由左循環・右循環各1日4本。
- (3) ： 二宮駅北口 - 山西プール前 - 釜野橋 - 峠公園 - 南5号前 - 団地中央 - 松根 - 二宮駅北口
- ：峠公園・⻄公園前経由左循環・右循環各1日4本。
- (4) ： 二宮駅北口→山西プール前→山西小学校前→釜野隧道→団地中央
- : 夕方便1日1本のみ運行。

## 過去路線
- (1) ： 二宮駅 - 二宮駅南口 - 山西プール前 - 釜野橋 - 峠公園 - 南5号前 - 団地中央 - 松根 - 富士見が丘児童館前 - 二宮駅
釜野橋先回り（右回り）1日3本、富士見が丘児童館前先回り（左回り）1日2本。釜野橋先回りの最終便は春夏は早発、秋冬は遅発。
- (2) ： 二宮駅 - 二宮駅南口 - 山西プール前 - 山西小学校前 - 南5号前 - 団地中央 - 松根 - 西公園前 - 二宮駅
山西小学校前先回り（右回り）、西公園前先回り（左回り）とも1日1本。
- (3) ： 二宮駅→二宮駅南口→山西プール前→釜野橋→峠公園→北5号前→団地中央→南5号前→中3号前→団地中央
上記方向（右回りの螺旋状経路）の片道のみ1日1本。春夏は遅発、秋冬は早発。
釜野橋・児童館前循環の最終便と団地中央行きの便は、春夏（4月1日 - 9月14日）と秋冬（9月15日 - 3月31日）で運行時刻を入れ替えていた。
- (4) ： 団地中央→釜野隧道→山西小学校前→山西プール→二宮駅南口→ラディアン
第1便のみ運行。
- (5) ： ラディアン→二宮駅南口→山西プール前→山西小学校前→南5号前→峠公園→釜野橋→吾妻神社前→二宮駅南口→ラディアン
第2便～第7便に運行。
- (6) ： ラディアン→二宮駅南口→山西プール前→釜野隧道→団地中央
第8便・第9便に運行。

## 車両
湘南神奈交バス時代より、専用のラッピング車が使用されていたが、2017年2月7日より老朽化により車両が入れ替わった。2017年10月2日より日野・ポンチョ（は621）で運用されている。